# Carinaulus meghalayensis
Carinaulus meghalayensis är en skalbaggsart som beskrevs av Cervenka 2000. Carinaulus meghalayensis ingår i släktet Carinaulus och familjen Aphodiidae. Inga underarter finns listade.